# セーラー服と宇宙人（エイリアン）〜地球に残った最後の11人〜
『セーラー服と宇宙人（エイリアン）〜地球に残った最後の11人〜』（セーラーふくとエイリアン〜ちきゅうにのこったさいごのじゅういちにん）は、2014年6月26日から8月21日まで毎週木曜日24:59 - 25:29に日本テレビ（関東ローカル）で放送されていた日本のテレビドラマ。全9話。
門脇麦のテレビドラマ初主演作品。平均視聴率は2.2%。

## キャスト
水瀬希望（みなせ のぞみ）〈18〉
演 - 門脇麦
普通の女子高校生。
立花玲央（たちばな れお）〈24〉
演 - 桐山漣
地球防衛軍 苦情係。
西原美恵（さいばら みえ）〈39〉
演 - 須藤理彩
バブル美人。
森義信（もり よしのぶ）〈55〉
演 - 篠井英介
政治家。
寺田もみじ
演 - 大島蓉子
自称霊能力者。
橋爪隆（はじづめ たかし）〈30〉
演 - 永岡卓也
銀行員。元軽音楽部。
大垣聖子（おおがき せいこ）〈33〉
演 - 西尾まり
妊婦。物語中盤で赤ちゃんが生まれシングルマザーになる。
木梨ネルグイ
演 - 清水くるみ
在日ナンゴロ人。
二瓶このみ
演 - 笹野鈴々音
看護師。
八島雄介
演 - 石田竜輝
小学生。
伊村一
演 - 岡本富士太
船内に残った11人のうち最年長。
ギュル
演 - 池田鉄洋
宇宙人。
宇宙船の外に出た8人
演 - 古本新乃輔、金田明夫、大野未来、大須賀裕子、杉浦一輝、津田真澄、渡辺芳博、鈴木達也

## スタッフ
- 脚本：鴻上尚史、相内美生、山崎淳也
- チーフプロデューサー：伊藤響
- プロデューサー：久保田充、大森美孝（AX-ON）
- 演出：小室直子、細川恵里、戸倉亮爾（AX-ON）
- 制作協力：AX-ON
- 製作著作：日本テレビ